# بكاء ماتشو
بكاء ماتشو (بالإنجليزية: Cry Macho)‏ هو فيلم غرب أمريكي،دراما أمريكي قادم من إخراج وانتاج كلينت إيستوود.الفيلم من بطولة كلينت،دوايت يواكام وفرناندا أوريجولا.من المقرر عرض الفيلم في 17 سبتمبر 2021.